# Бенжамен Тоньютті
Бенжаме́н Тоньютті́ (фр. Benjamin Toniutti; нар. 30 жовтня 1989, Мюлуз) — французький волейболіст, пасувальник (зв'язучий), гравець збірної Франції та польського клубу «Ястшембський Венґель». Олімпійський чемпіон 2020 року. Капітан команди-переможниці Волейбольної Ліги Націй 2022.

## Життєпис
Народився 30 жовтня 1989 року в Мюлузі (батько Бенжамена прийшов на світ в околицях Удіне).
Грав у клубах «Араґо де Сет» (Франція; у сезоні 2011—2012 серед його одноклубників був українець Андрій Левченко), СМС (Равенна, Італія), «Зеніт-Казань» (оскільки на момент початку Ліги чемпіонів 2014—2015 він ще був у заявці СМС, то не потрапив до заявки казанців), «Фрідріхсгафен» (Німеччина), ЗАКСА (Кендзежин-Козьле, Польща).
У червні 2021 року ЗМІ повідомили, що Бенжамен став гравцем іншого польського клубу — «Ястшембського Венґеля» (серед одноклубників — французи Тревор Клевено, Стефен Буає).

### Досягнення
Зі збірною
- олімпійський чемпіон 2020 і 2024 років
- Капітан команди-переможниці Волейбольної Ліги Націй 2022[9].

Клубні
- Переможець Ліги чемпіонів ЄКВ 2021.
- Володар Суперкубка Польщі: 2021

Індивідуальні
- найкращий гравець Плюс Ліги 2015—2016[10]

Європейська конфедерація волейболу за допомогою трьох авторитетних тренерів-експертів (Вітал Гейнен, Філіпп Блен, Андреа Дзордзі) сформувала збірну десятиріччя (2010—2019). До її складу увійшли зв'язучий Бенжамен Тоньютті, догравальники Османі Хуанторена (кубинець, збірна Італії та італійська «Лубе Чивітанова») і Вільфредо Леон (кубинець, збірна Польщі та італійська «Сір Сафети Перуджа»), центральні блокуючі Пйотр Новаковський (збірна Польщі та «Проєкт») і Дмитро Мусерський (збірна Росії та японський «Сантори Санбердс»), діагональний Максим Михайлов (збірна Росії та «Зеніт-Казань»), ліберо Женя Ґребенников (Франція).